# محو شدن
«محو شدن» (به انگلیسی: Fading) نام ترانه‌ای استودیویی اثر ریانا است. این ترانه در آلبوم بلند قرار داشت.